# Darian Mack
Darian Mack (Raleigh, 11 gennaio 1996) è una pallavolista statunitense.
Gioca nel ruolo di opposto.

## Carriera
La carriera di Darian Mack inizia nei tornei scolastici della Carolina del Nord con la Wakefield HS, mentre parallelamente gioca anche a livello giovanile con il Triangle. Dopo il diploma partecipa alla NCAA Division I con la squadra della sua università, la Kentucky, facendo parte delle Wildcats dal 2014 al 2017.
Firma col LiigaPloki nella stagione 2018-19, iniziando la carriera professionistica nella Lentopallon Mestaruusliiga finlandese, che lascia già nel gennaio 2019.